# Prix de science macromoléculaire et de génie
 (janvier 2021).
Le Prix de science macromoléculaire et de génie est remis par l'Institut de chimie du Canada.
Le prix récompense une contribution exceptionnelle à la science macromoléculaire ou bien au génie.
Le prix est commandité par NOVA Chemicals Ltd., le prix a porté plusieurs noms depuis sa création en 1971.

## Lauréats

### Prix Dunlop
- 1971 - G. S. Whitby
- 1973 - S. Bywater
- 1975 - S. G. Mason
- 1977 - H. L. Williams
- 1979 - J. E. Guillet
- 1981 - D. M. Wiles
- 1983 - H. P. Schreiber
- 1985 - D. D. Patterson
- 1987 - A. E. Hamielec
- 1988 - A. Eisenberg

### Prix Polysar
- 1989 - A. Rudin

### Prix MSE
- 1990 - D. J. Worsfold
- 1991 - B. L. Funt
- 1992 - K. O’Driscoll
- 1993 - M. Winnik
- 1994 - Robert Prud’homme
- 1995 - P. Carreau
- 1996 - D. J. Carlsson
- 1997 - G. L. Rempel
- 1998 - A. S. Hay
- 1999 - Robert H. Marchessault
- 2000 - A.L. Natansohn
- 2001 - Michael Georges
- 2002 - Ian Manners
- 2003 - R. St. John Manley
- 2004 - Pudupadi Sundararajan
- 2005 - Eugenia Kumacheva